# Eburia cacapyra
Eburia cacapyra es una especie de coleóptero crisomeloideo de la familia Cerambycidae. 

## Distribución
Es originaria de Ecuador.